# ラナバウト

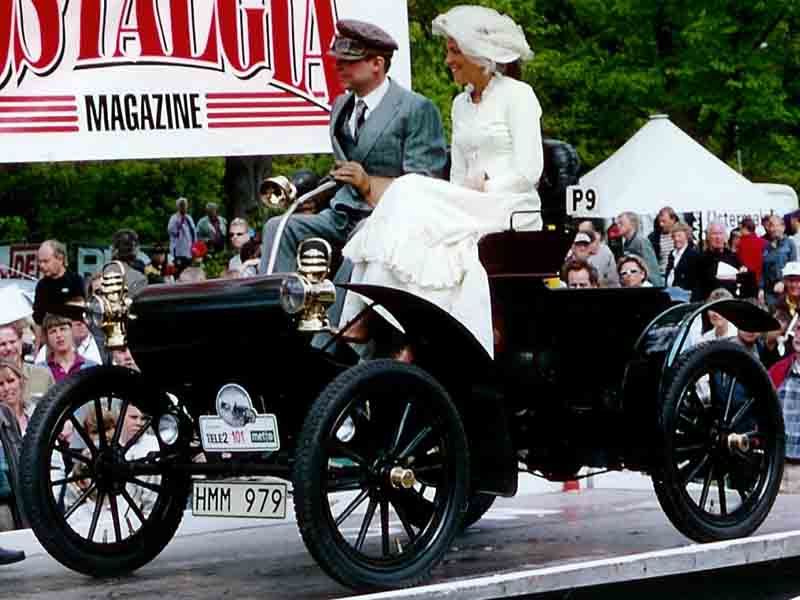
1904年式オールズモビル・カーブドダッシュ

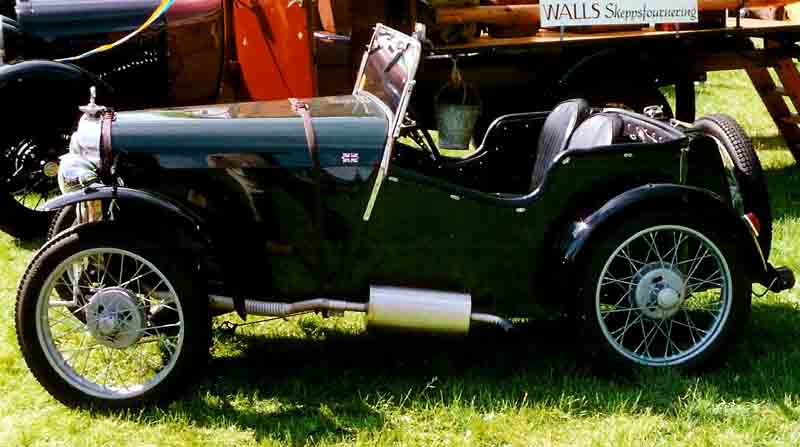
1929 オースチン 7.

ラナバウト（Runabout, ランアバウト、ランナバウトなどとも）とは、乗用車のボディスタイルの米国での呼称の一種で、20世紀の初頭に米国で人気のあったスタイル。小型で安価なオープンカーである。ラナバウトのほとんどは基本がシート一列のみで2人乗りである。オプションでトノーがリア部に増設できたものも多くあり、これにより4人または5人乗りとなった。1919年から1930年までのビンテージ時代では米国で生産された全車種のうち半数はラナバウトであり、これが最も生産された型であった。